# Cagliari Calcio 2011-2012
Questa voce raccoglie i dati riguardanti il Cagliari Calcio nelle competizioni ufficiali della stagione 2011-2012.

## Stagione
Nell'agosto 2011, il tecnico Roberto Donadoni viene esonerato e sostituito da Massimo Ficcadenti. Un altro addio significativo è quello del portiere Federico Marchetti, già nel giro della Nazionale. L'inizio ufficiale della stagione 2011-12 è con il terzo turno di Coppa Italia, dove l'AlbinoLeffe è sconfitto per 5-1. In campionato, nei primi 2 turni effettivi, i sardi ottengono 6 punti: soltanto nella stagione dello scudetto avevano avuto una partenza così buona. La squadra, tuttavia, rientra ben presto nei ranghi perdendo diverse partite e ritrovandosi vicina al fondo della classifica. Dopo la sconfitta a Bergamo contro l'Atalanta per 1-0 e dopo 13 punti in 10 giornate, Ficcadenti viene esonerato e rimpiazzato da Davide Ballardini che torna per la terza volta a Cagliari. Il tecnico romagnolo ottiene 10 punti in 9 gare salendo al dodicesimo posto in classifica al giro di boa.
Alla 21ª giornata, la Roma cade per 4-2 sul campo degli isolani: i capitolini erano stati battuti anche all'andata. Il Cagliari offre alcune buone prestazioni, nonostante non tutte si traducano in punti. Dopo la pesante sconfitta contro il Napoli per 6-3 (terza consecutiva) e con la squadra al 17º posto a + 6 dalla zona retrocessione, Ballardini viene sollevato dall'incarico e sostituito dal rientrante Ficcadenti che inizia bene battendo il Cesena per 3-0. La salvezza viene comunque raggiunta con due giornate d'anticipo malgrado la sconfitta contro il Genoa, condannando il Lecce.
Il Cagliari chiude al 15º posto a quota 43 punti.

## Divise e sponsor
Lo sponsor tecnico per la stagione 2011-2012 è Kappa, mentre lo sponsor ufficiale è Sardegna.
| Casa | Trasferta | Terza divisa | Quarta divisa |

## Rosa
Aggiornata al 18 gennaio 2012.
| N. |                      | Ruolo | Calciatore               |
| -- | -------------------- | ----- | ------------------------ |
| 1  | Italia (bandiera)    | P     | Michael Agazzi           |
| 2  | Italia (bandiera)    | D     | Simone Gozzi             |
| 3  | Italia (bandiera)    | D     | Lorenzo Ariaudo          |
| 4  | Belgio (bandiera)    | C     | Radja Nainggolan         |
| 5  | Italia (bandiera)    | C     | Daniele Conti (capitano) |
| 7  | Italia (bandiera)    | C     | Andrea Cossu             |
| 8  | Italia (bandiera)    | C     | Davide Biondini          |
| 9  | Argentina (bandiera) | A     | Joaquín Larrivey         |
| 10 | Marocco (bandiera)   | A     | Moestafa El Kabir        |
| 12 | Italia (bandiera)    | P     | Marco Ruzittu            |
| 13 | Italia (bandiera)    | D     | Davide Astori            |
| 14 | Italia (bandiera)    | D     | Francesco Pisano         |
| 15 | Italia (bandiera)    | C     | Salvatore Burrai         |
| 15 | Italia (bandiera)    | C     | Nicolas Bovi             |
| 16 | Svezia (bandiera)    | C     | Sebastian Eriksson       |
| 17 | Italia (bandiera)    | A     | Giovanbattista Catalano  |

| N. |                       | Ruolo | Calciatore                          |
| -- | --------------------- | ----- | ----------------------------------- |
| 18 | Brasile (bandiera)    | A     | Nenê                                |
| 19 | Brasile (bandiera)    | A     | Thiago Ribeiro                      |
| 20 | Svezia (bandiera)     | C     | Albin Ekdal                         |
| 21 | Italia (bandiera)     | D     | Michele Canini                      |
| 22 | Italia (bandiera)     | P     | Mauro Vigorito                      |
| 23 | Colombia (bandiera)   | C     | Víctor Ibarbo                       |
| 24 | Italia (bandiera)     | D     | Gabriele Perico                     |
| 25 | Serbia (bandiera)     | P     | Vlada Avramov                       |
| 26 | Italia (bandiera)     | D     | Paolo Dametto                       |
| 27 | Italia (bandiera)     | C     | Daniele Dessena                     |
| 29 | Italia (bandiera)     | D     | Nicola Murru                        |
| 30 | Portogallo (bandiera) | C     | Rui Sampaio                         |
| 31 | Italia (bandiera)     | D     | Alessandro Agostini (vice capitano) |
| 32 | Uruguay (bandiera)    | C     | Pablo Ceppelini                     |
| 51 | Cile (bandiera)       | A     | Mauricio Pinilla                    |

## Organigramma societario
Area direttiva
- Presidente e Amministratore delegato: Massimo Cellino
- Consigliere Responsabile Marketing: Ercole Cellino
- Consigliere di Amministrazione: Edoardo Cellino
- Consigliere Resp. Impianti Tecnici e della Sicurezza: Marcello Vasapollo
- Consigliere Ammin. Delegato Rapporti Tifoseria: Giampaolo Caboni

Area marketing
- Respons. Marketing: Stefania Campus
- Respons. Cagliari Point: Laura Mareddu

Area organizzativa
- Responsabile Amministrativo: Carlo Catte
- Resp. e Direttore Tecnico Settore Giovanile: Gianfranco Matteoli
- Direttore Generale: Francesco Marroccu
- Resp. Relazioni Esterne: Sandro Angioni
- Consulente Marketing: Stefania Campus
- Segretaria Presidenza: Yveline Fonteny
- Segretario Generale Sportivo: Matteo Stagno
- Addetto Ufficio stampa: Francesco Ciusa

Area tecnica
- Responsabile Prima Squadra: Massimo Ficcadenti
- Vice Allenatore: Bruno Conca
- Preparatore dei Portieri: Ermes Fulgoni
- Preparatore Atletico: Mattia Toffolutti

Area sanitaria
- Resp. Sanitario: Marco Scorcu
- Medico Prima Squadra: Francesco Piras
- Fisioterapisti: Salvatore Congiu, Francesco Todde

## Calciomercato

### Sessione estiva(dall'1/7 all'1/9)
| Acquisti | Acquisti           | Acquisti          | Acquisti                                    |
| R.       | Nome               | da                | Modalità                                    |
| -------- | ------------------ | ----------------- | ------------------------------------------- |
| P        | Mauro Vigorito     | Carrarese         | riscatto comproprietà                       |
| P        | Vlada Avramov      | Fiorentina        | definitivo                                  |
| D        | Simone Gozzi       | Modena            | comproprietà                                |
| D        | Davide Astori      | Milan             | riscatto comproprietà                       |
| C        | Marco Mancosu      | Siracusa          | riscatto comproprietà                       |
| C        | Michail Sivakov    | Wisła Cracovia    | fine prestito                               |
| C        | Albin Ekdal        | Juventus          | definitivo                                  |
| C        | Sebastian Eriksson | IFK Göteborg      | prestito con diritto di riscatto definitivo |
| C        | Rui Sampaio        | Beira-Mar         | definitivo                                  |
| C        | Salvatore Burrai   | Foggia            | definitivo                                  |
| A        | Marco Sau          | Foggia            | definitivo                                  |
| A        | Moestafa El Kabir  | Mjällby           | definitivo                                  |
| A        | Andrea Cocco       | AlbinoLeffe       | riscatto comproprietà                       |
| A        | Víctor Ibarbo      | Atlético Nacional | definitivo                                  |
| A        | Joaquín Larrivey   | Colón (SF)        | fine prestito                               |
| A        | Thiago Ribeiro     | Cruzeiro          | acquisto del 50% del cartellino             |

| Cessioni | Cessioni           | Cessioni           | Cessioni                   |
| R.       | Nome               | a                  | Modalità                   |
| -------- | ------------------ | ------------------ | -------------------------- |
| P        | Ivan Pelizzoli     | Padova             | svincolato                 |
| P        | Federico Marchetti | Lazio              | definitivo (5,2 milioni €) |
| D        | Bruno Martignoni   | Locarno            | fine prestito              |
| D        | Ignazio Carta      | Latina             | prestito                   |
| C        | Marco Mancosu      | Siracusa           | prestito                   |
| C        | Mattia Bodano      | Progetto Sant'Elia | definitivo                 |
| C        | Andrea Lazzari     | Fiorentina         | comproprietà               |
| C        | Simone Missiroli   | Reggina            | fine prestito              |
| C        | Simon Laner        | AlbinoLeffe        | fine prestito              |
| C        | Michail Sivakov    | Zulte Waregem      | definitivo                 |
| A        | Robert Acquafresca | Genoa              | fine prestito              |
| A        | Andrea Cocco       | AlbinoLeffe        | prestito                   |
| A        | Daniele Ragatzu    | Gubbio             | prestito                   |
| A        | Mattia Gallon      | Treviso            | prestito                   |
| A        | Marco Sau          | Juve Stabia        | prestito                   |

### Sessione invernale(dal 3/1 al 31/1)
| Acquisti | Acquisti                | Acquisti      | Acquisti                                                |
| R.       | Nome                    | da            | Modalità                                                |
| -------- | ----------------------- | ------------- | ------------------------------------------------------- |
| C        | Daniele Dessena         | Sampdoria     | comproprietà                                            |
| C        | Nicolas Bovi            | Reggiana      | definitivo                                              |
| A        | Mauricio Pinilla        | Palermo       | prestito con diritto di riscatto fissato a 3,7 mln di € |
| A        | Giovanbattista Catalano | Vigor Lamezia | prestito con diritto di riscatto                        |

| Cessioni | Cessioni              | Cessioni | Cessioni                 |
| R.       | Nome                  | a        | Modalità                 |
| -------- | --------------------- | -------- | ------------------------ |
| D        | Paolo Dametto         | Prato    | prestito                 |
| C        | Salvatore Burrai      | Latina   | comproprietà             |
| C        | Daniele Magliocchetti | Reggiana | definitivo               |
| C        | Davide Biondini       | Genoa    | definitivo (1 milione €) |

## Risultati

### Serie A

#### Girone di andata
| Arbitro: | Orsato (Schio) |

|  |           |                                  |
|  | Marcatori | 4’ (aut.) Pisano 60’ Ibrahimović |

| Arbitro: | Gava (Conegliano) |

|                |           |                          |
| De Rossi 90+7’ | Marcatori | 68’ Conti 90+4’ El Kabir |

| Arbitro: | Giannoccaro (Lecce) |

|                                 |           |              |
| Thiago Ribeiro 38’ Larrivey 86’ | Marcatori | 88’ Morimoto |

| Arbitro: | Peruzzo (Schio) |

|                                   |           |                          |
| Zahavi 1’ Bertolo 15’ Miccoli 76’ | Marcatori | 84’ Conti 90’ Nainggolan |

| Cagliari 25 settembre 2011, ore 15:00 CEST 5ª giornata | Cagliari            | 0 – 0 referto | Udinese | Stadio Sant'Elia\| Arbitro: \| De Marco (Chiavari) \| |
| Arbitro:                                               | De Marco (Chiavari) |               |         |                                                       |

| Arbitro: | Guida (Torre Annunziata) |

|  |           |                                |
|  | Marcatori | 10’ (aut.) Brivio 40’ Biondini |

| Cagliari 16 ottobre 2011, ore 15:00 CEST 7ª giornata | Cagliari                     | 0 – 0 referto | Siena | Stadio Sant'Elia\| Arbitro: \| Tommasi (Bassano del Grappa) \| |
| Arbitro:                                             | Tommasi (Bassano del Grappa) |               |       |                                                                |

| Cagliari 23 ottobre 2011, ore 15:00 CEST 8ª giornata | Cagliari        | 0 – 0 referto | Napoli | Stadio Sant'Elia\| Arbitro: \| Banti (Livorno) \| |
| Arbitro:                                             | Banti (Livorno) |               |        |                                                   |

| Arbitro: | Doveri (Roma) |

|                       |           |                 |
| Candreva 45+2’ (rig.) | Marcatori | 20’ (rig.) Nenê |

| Arbitro: | Mazzoleni (Bergamo) |

|  |           |                                |
|  | Marcatori | 39’ Lulić 44’ Klose 88’ Rocchi |

| Arbitro: | Giacomelli (Trieste) |

|           |           |  |
| Denis 80’ | Marcatori |  |

| Arbitro: | Damato (Barletta) |

|                               |           |              |
| Thiago Motta 54’ Coutinho 60’ | Marcatori | 88’ Larrivey |

| Arbitro: | Valeri (Roma) |

|                  |           |             |
| Conti 81’ (rig.) | Marcatori | 75’ Di Vaio |

| Arbitro: | Bergonzi (Genova) |

|  |           |            |
|  | Marcatori | 63’ Ibarbo |

| Cagliari 11 dicembre 2011, ore 15:00 CET 15ª giornata | Cagliari        | 0 – 0 referto | Parma | Stadio Sant'Elia\| Arbitro: \| Brighi (Cesena) \| |
| Arbitro:                                              | Brighi (Cesena) |               |       |                                                   |

| Arbitro: | Giancola (Vasto) |

|                       |           |  |
| Théréau 35’ Sardo 57’ | Marcatori |  |

| Arbitro: | Celi (Bari) |

|                                                     |           |  |
| Larrivey 12’ (rig.) Ibarbo 56’ Granqvist 72’ (aut.) | Marcatori |  |

| Arbitro: | Guida (Torre Annunziata) |

|            |           |           |
| Vučinić 7’ | Marcatori | 48’ Cossu |

| Cagliari 22 gennaio 2012, ore 15:00 CET 19ª giornata | Cagliari            | 0 – 0 referto | Fiorentina | Stadio Sant'Elia\| Arbitro: \| Gervasoni (Mantova) \| |
| Arbitro:                                             | Gervasoni (Mantova) |               |            |                                                       |

#### Girone di ritorno
| Arbitro: | Brighi (Cesena) |

|                                            |           |  |
| Ibrahimović 32’ Nocerino 39’ Ambrosini 75’ | Marcatori |  |

| Arbitro: | Romeo (Verona) |

|                                                |           |                     |
| Thiago Ribeiro 6’, 48’ Pinilla 41’ Ekdal 90+2’ | Marcatori | 13’ Juan 34’ Borini |

| Novara 5 febbraio 2012, ore 15:00 CET 22ª giornata | Novara            | 0 – 0 referto | Cagliari | Stadio Silvio Piola (8.952 spett.)\| Arbitro: \| Gava (Conegliano) \| |
| Arbitro:                                           | Gava (Conegliano) |               |          |                                                                       |

| Arbitro: | Giannoccaro (Lecce) |

|                         |           |                      |
| Pinilla 56’ Dessena 81’ | Marcatori | 83’ (rig.) Hernández |

| Udine 19 febbraio 2012, ore 20:45 CET 24ª giornata | Udinese     | 0 – 0 referto | Cagliari | Stadio Friuli (16.047 spett.)\| Arbitro: \| Celi (Bari) \| |
| Arbitro:                                           | Celi (Bari) |               |          |                                                            |

| Arbitro: | Rocchi (Firenze) |

|                     |           |                           |
| Larrivey 50’ (rig.) | Marcatori | 44’ Muriel 61’ Bertolacci |

| Arbitro: | Doveri (Roma) |

|                                       |           |  |
| Bogdani 41’ Calaiò 80’ Del Grosso 82’ | Marcatori |  |

| Arbitro: | Brighi (Cesena) |

|                                                                                         |           |                          |
| Hamšík 10’ P. Cannavaro 19’ Astori 30’ (aut.) Lavezzi 56’ (rig.) Gargano 70’ Maggio 85’ | Marcatori | 37’, 77’, 90+2’ Larrivey |

| Arbitro: | Russo (Nola) |

|                       |           |  |
| Pinilla 14’, 45’, 57’ | Marcatori |  |

| Arbitro: | Peruzzo (Schio) |

|             |           |  |
| Diakité 88’ | Marcatori |  |

| Arbitro: | Rocchi (Firenze) |

|                       |           |  |
| Conti 11’ Pinilla 54’ | Marcatori |  |

| Arbitro: | Guida (Torre Annunziata) |

|                       |           |                         |
| Astori 5’ Pinilla 61’ | Marcatori | 6’ Milito 64’ Cambiasso |

| Arbitro: | Di Bello (Brindisi) |

|              |           |  |
| Diamanti 54’ | Marcatori |  |

| Arbitro: | Celi (Bari) |

|                                             |           |  |
| Thiago Ribeiro 21’ Pinilla 79’ Ibarbo 90+4’ | Marcatori |  |

| Arbitro: | Rizzoli (Bologna) |

|                                                   |           |  |
| Giovinco 24’ Floccari 73’ (rig.) Okaka 90’ (rig.) | Marcatori |  |

| Trieste 28 aprile 2012, ore 18:00 CEST 35ª giornata | Cagliari          | 0 – 0 referto | Chievo | Stadio Nereo Rocco\| Arbitro: \| Gava (Conegliano) \| |
| Arbitro:                                            | Gava (Conegliano) |               |        |                                                       |

| Arbitro: | Mazzoleni (Bergamo) |

|                          |           |             |
| Palacio 11’ Janković 76’ | Marcatori | 13’ Ariaudo |

| Arbitro: | Orsato (Schio) |

|  |           |                              |
|  | Marcatori | 6’ Vučinić 74’ (aut.) Canini |

| Firenze 13 maggio 2012, ore 15:00 CEST 38ª giornata | Fiorentina             | 0 – 0 referto | Cagliari | Stadio Artemio Franchi\| Arbitro: \| Gallione (Alessandria) \| |
| Arbitro:                                            | Gallione (Alessandria) |               |          |                                                                |

### Coppa Italia

#### Turni preliminari
| Arbitro: | Doveri (Roma) |

|                                                  |           |           |
| Nenê 36’ (rig.) Larrivey 40’, 51’, 69’ Conti 50’ | Marcatori | 63’ Torri |

| Arbitro: | Calvarese (Teramo) |

|                 |           |                         |
| Rui Sampaio 84’ | Marcatori | 16’ González 52’ Ângelo |

## Statistiche

### Statistiche di squadra
| Competizione | Punti | In casa | In casa | In casa | In casa | In casa | In casa | In trasferta | In trasferta | In trasferta | In trasferta | In trasferta | In trasferta | Totale | Totale | Totale | Totale | Totale | Totale | D.R |
| Competizione | Punti | G       | V       | N       | P       | Gf      | Gs      | G            | V            | N            | P            | Gf           | Gs           | G      | V      | N      | P      | Gf     | Gs     | D.R |
| ------------ | ----- | ------- | ------- | ------- | ------- | ------- | ------- | ------------ | ------------ | ------------ | ------------ | ------------ | ------------ | ------ | ------ | ------ | ------ | ------ | ------ | --- |
| Serie A      | 43    | 19      | 7       | 8       | 4       | 23      | 16      | 19           | 3            | 5            | 11           | 14           | 30           | 38     | 10     | 13     | 15     | 37     | 46     | -9  |
| Coppa Italia | -     | 2       | 1       | 0       | 1       | 6       | 3       | -            | -            | -            | -            | -            | -            | 2      | 1      | 0      | 1      | 6      | 3      | +3  |
| Totale       | -     | 21      | 8       | 8       | 5       | 29      | 19      | 19           | 3            | 5            | 11           | 14           | 30           | 40     | 11     | 13     | 16     | 43     | 49     | -6  |

### Andamento in campionato
| Giornata  | 1  | 2  | 3 | 4 | 5  | 6 | 7 | 8 | 9 | 10 | 11 | 12 | 13 | 14 | 15 | 16 | 17 | 18 | 19 | 20 | 21 | 22 | 23 | 24 | 25 | 26 | 27 | 28 | 29 | 30 | 31 | 32 | 33 | 34 | 35 | 36 | 37 | 38 |
| --------- | -- | -- | - | - | -- | - | - | - | - | -- | -- | -- | -- | -- | -- | -- | -- | -- | -- | -- | -- | -- | -- | -- | -- | -- | -- | -- | -- | -- | -- | -- | -- | -- | -- | -- | -- | -- |
| Luogo     | C  | T  | C | T | C  | T | C | C | T | C  | T  | T  | C  | T  | C  | T  | C  | T  | C  | T  | C  | T  | C  | T  | C  | T  | T  | C  | T  | C  | C  | T  | C  | T  | C  | T  | C  | T  |
| Risultato | P  | V  | V | P | N  | V | N | N | N | P  | P  | P  | N  | V  | N  | P  | V  | N  | N  | P  | V  | N  | V  | N  | P  | P  | P  | V  | P  | V  | N  | P  | V  | P  | N  | P  | P  | N  |
| Posizione | 17 | 10 | 5 | 8 | 11 | 7 | 8 | 8 | 9 | 12 | 13 | 16 | 16 | 12 | 11 | 15 | 11 | 12 | 12 | 15 | 13 | 14 | 11 | 10 | 12 | 15 | 17 | 13 | 13 | 12 | 13 | 14 | 11 | 16 | 15 | 14 | 16 | 15 |

Fonte:  Serie A – Classifiche, su sport.sky.it, Sky Sport. URL consultato il 23 dicembre 2013 (archiviato dall'url originale il 24 dicembre 2013).
Legenda:

Luogo: C = Casa; T = Trasferta. Risultato: V = Vittoria; N = Pareggio; P = Sconfitta.